# Żmigród (gemeente)
De gemeente Żmigród is een stad- en landgemeente in het Poolse woiwodschap Neder-Silezië, in powiat Trzebnicki.
De zetel van de gemeente is in Żmigród.
Op 30 juni 2004 telde de gemeente 15 059 inwoners.

## Oppervlakte gegevens
In 2002 bedroeg de totale oppervlakte van gemeente Żmigród 292,14 km², waarvan:
- agrarisch gebied: 56%
- bossen: 29%

De gemeente beslaat 28,49% van de totale oppervlakte van de powiat.

## Demografie
Stand op 30 juni 2004:
| Omschrijving                   | Totaal | Totaal | Vrouwen | Vrouwen | Mannen | Mannen |
| ------------------------------ | ------ | ------ | ------- | ------- | ------ | ------ |
| eenheid                        | aantal | %      | aantal  | %       | aantal | %      |
| inwoners                       | 15 059 | 100    | 7649    | 50,8    | 7410   | 49,2   |
| bevolkingsdichtheid (inw./km²) | 51,5   | 51,5   | 26,2    | 26,2    | 25,4   | 25,4   |

In 2002 bedroeg het gemiddelde inkomen per inwoner 1198,82 zł.

## Administratieve plaatsen (sołectwo)
Barkowo, Borek, Borzęcin, Bychowo, Chodlewo, Dębno, Dobrosławice, Garbce, Gatka, Grądzik, Kanclerzowice, Karnice, Kaszyce Milickie, Kędzie, Kliszkowice, Korzeńsko, Książęca Wieś, Laskowa, Łapczyce, Morzęcino, Niezgoda, Osiek, Powidzko, Przedkowice, Przywsie, Radziądz, Ruda Żmigrodzka, Sanie, Węglewo, Żmigródek.
Zonder de status sołectwo : Barkówko

## Aangrenzende gemeenten
Milicz, Prusice, Rawicz, Trzebnica, Wąsosz, Wińsko